# Apache (server)
Veb-server Apači je veb-server otvorenog koda za juniksolike operativne sisteme, Microsoft Windows, Novel i druge platforme. Apač je najkorišćeniji veb-server na Internetu. Lako je podesiv za prijavljivanje na sisteme baza podataka. Takođe je podržan od strane više grafičkih korisničkih okruženja koja imaju jednostavniji način podešavanja servera.
Apači je razvijen od strane otvorene zajednice programera pod vođstvom fondacije „Apači softver”. Danas više od 55% od ukupno svih web servera koriste Apači softver.

## Spoljašnje veze
- (језик: енглески) Zvanična stranica
- (језик: енглески)  Apači za programere Архивирано на веб-сајту  (21. јул 2006)
- (језик: енглески)
- (језик: енглески)